# Čedadski rokopis
Čedadski rokopis (tudi Čedajski, Černjejski ali Beneškoslovenski; italijansko Manoscritto di Cergneu/Cividale, furlansko Manuscrit di Çargneu/Cividât) je shranjen v Narodnem arheološkem muzeju v Čedadu. To je manjša rokopisna knjižica, sestavljena iz šestnajst listov, na katerih so z obeh strani kratki zapisi z imeni faranov in obiskovalcev Cerkve sv. Marije Magdalene v Černjeji ter njihovih zaobljub in daril. Med temi zapisi jih je tudi 52 v slovenskem jeziku. Nastali so okoli leta 1497.